# مقاطعة كوهدشت
مقاطعة كوهدشت (بالفارسية: شهرستان کوهدشت) هي إحدى مقاطعات محافظة لرستان في إيران. كان عدد سكان المقاطعة سنة 2006 حوالي 181,000 نسمة.